# 国吉の丘陵地帯における戦闘
国吉の丘陵地帯における戦闘とは、沖縄戦の終盤間近に行われた戦闘である。アメリカ軍側には詳細な戦闘記録は残っているものの、○×の戦いのような固有の命名は無いようである（下記参考資料より）。しかし、首里撤退後の戦いとしては、日本軍の最終防衛線として位置付けられていた与座・八重瀬岳（与座・八重瀬岳の戦い）と並ぶ、極めて激しい戦闘であったという。アメリカ側の資料を紐解くと、まさに「戦車でないと危険すぎて近づけない、または安全ではない」という状況であったという。
戦闘を名付けた資料がないため、暫定的にこのタイトルを使用している。資料によっては「国吉台地の戦闘」としてあるものもある。

## 概要
戦闘は1945年6月11日から6月17日にかけて行われた。この付近で与座の戦いもあったように激しい戦闘となったのは、背後がすぐ摩文仁の日本軍本陣であり、この丘陵地帯を落とされると司令部本陣一帯を見渡せてしまうためこれを渡すまいと最後の力を振り絞って日本軍側が激しく抵抗したからである。両陣地とも実質的に最終防衛線であった。そのため日本軍側は対戦車砲や機関銃などを配置した強固な防衛陣地を築き、予備兵力であり実質的な戦闘力がなかった第62師団 (日本軍)独立混成旅団までも投入して最後の抵抗を見せた。結果として凄まじいまでの激戦となる。
地の利は完全に日本軍側にあったが、すでに全くと言っていいほど戦力のなかった日本軍はわずかな兵を長い戦線に貼り付けておくしかできず、実質第2・第3の防衛ラインの構築は全く不可能であったとされる。この中には戦闘力を失っていたに等しいが予備兵力として指定されていた62師団ですら南部最終各防衛線に貼り付いていたように、当地を防衛する日本軍部隊も戦闘可能な兵は定数に比べて実数的にはわずかであった。そのような事情のため、日本軍部隊が張り付いている戦線が最終防衛ラインであった。しかし、日本軍は地の利を完全に生かしてわずかな兵・長い戦線でも米側に多大な損失を強いることができたのである。

## 戦闘経過

### 6月11日・12日
11日にアメリカ軍は摩文仁を落とさんとすべく沖縄の南部における西部側から、国吉を通って進撃を開始した。しかし、突如国吉丘陵の日本軍陣地から機関銃や小銃などが火を噴き、激しい抵抗にあい釘づけにされた。さらに、国吉陣地近くの与座陣地からも日本軍の野戦砲による激しい砲撃に遭い、アメリカ軍の攻撃は頓挫してしまった。両陣地からアメリカ側を見渡せたため正確な攻撃が行われ（特に与座からは見晴らしがよかった）、死傷者は増大。救援のためにアメリカ側は戦車を使用し、負傷者の後送と血漿の輸送、弾薬の補給に明け暮れたとされている。文字通りのピストン輸送であった。さらに航空機から補給物資が投下されたが、丘陵地形では受け取りが難しく、効果は少なかった。

### 13日 - 17日
13日はアメリカ側の2個連隊に140人の死傷者が出たとされる。また多数の航空機による物資投下もなされたが、前述のように効果的ではなく受け取ることが困難であった。
米側戦車は戦闘と負傷者の後送のために、前線と後衛陣地を行き来し攻撃と輸送に明け暮れた。対する日本側は一式機動四十七粍速射砲や野砲などで激しく応戦、17日までに嘉数の戦いと同じく、多数の戦車を破壊することに成功している。米側は日本側を掃討するのに火炎放射戦車を投入したが、この速射砲攻撃のためにうまくいかず記録によれば5日間で21両を破壊されたという。なお、資料によると、嘉数のような自爆戦が行われたという記述はない。

### その後
17日になり日本側の抵抗らしい抵抗は止んだが、アメリカ側は13日から17日まで1150名もの死傷者を出した。文字通り戦車でないと危険すぎて近づくことは困難であったという。アメリカ側の資料には、「航空機や戦車で休まず攻撃を加え、戦意を喪失するまで17日になっても進撃は無理であった」とされる。
この戦いと並行して、ほぼ同じ時期に17日まで与座・八重瀬岳の戦いも行われた。
結果として、国吉陣地は米側の手に落ちた。そして最後の防衛線たる与座・八重瀬岳陣地も陥落し日本軍は事実上沖縄戦に敗北したこととなる。
国吉戦線含め各戦線の防衛隊は17日までに、八重瀬岳方面の独立混成第44旅団は14日までにほぼ全滅した。6月15日頃、第32軍司令部への侵攻を防ぐため第62師団は総攻撃を実施したが、残存戦力の大半を失った。喜屋武地区の第24師団も、6月17日には師団としての組織的抵抗が不可能となった。17日までにいずれの地域でも最終防衛線が突破されて各戦線が崩壊、それらを埋める兵力・武器弾薬は無きに等しく、日本軍は潰走を重ねるのみとなる。

## 戦力

### 日本軍
- 主兵力：主に歩兵第32連隊とされるが詳細は不明。この時期の大隊定数は250名ほどであり、実質的に中隊規模という異例の小規模戦力であった。
- 予備兵力：第62師団 (日本軍)[3]

### アメリカ軍
- 2個大隊（2個連隊相当戦力）…他の投入戦力はあったが、その戦力や上級部隊など詳細は不明

## その他
この戦いに関する日本側の資料が日本兵が残した一つの手記以外ない ため、日本側の視点からは殆ど一切が不明である。そもそも沖縄戦における戦闘詳報や戦史の研究は米側の資料によっていることが多い。